# Ema Francouzská
Ema Francouzská (asi 890 – 2. listopad 934) byla francouzskou princeznou a jako manželka Rudolfa I. později i francouzskou (respektive západofranskou) královnou a vévodkyní burgundskou.

## Život
Narodila se jako dcera západofranského krále Roberta I. a jeho první manželky Aélis/Adéla z Maine.
V roce 921 byla provdána za burgundského vévodu Rudolfa, který byl 13. července 923 korunován v opatství Saint-Médard v Soissons na krále. Ve stejném roce byla Ema korunována v Reims a stala se tak první známou francouzskou královnou, která byla korunována.
Zdá se, že Ema a Rudolf měli jediného syna. Je také možné, že měli i dceru jménem Judita.
Ema byla velmi politicky aktivní vojevůdkyně. Zemřela roku 934 během vojenské výpravy, když pomáhala svému manželovi zastavit revoltující vazaly.